# Leucochrysa (Nodita) callota
Leucochrysa (Nodita) callota is een insect uit de familie van de gaasvliegen (Chrysopidae), die tot de orde netvleugeligen (Neuroptera) behoort. 
Leucochrysa (Nodita) callota is voor het eerst wetenschappelijk beschreven door Banks in 1915.